# Милагрис-ду-Мараньян

Милагрис-ду-Мараньян на карте штата

Милагрис-ду-Мараньян (порт. Milagres do Maranhão) — муниципалитет в Бразилии, входит в штат Мараньян. Составная часть мезорегиона Восток штата Мараньян. Входит в экономико-статистический микрорегион Шападинья. Население составляет 8118 человек на 2010 год. Занимает площадь 634,734 км². Плотность населения — 12,79 чел./км².

## Демография
Согласно сведениям, собранным в ходе переписи 2010 года Национальным институтом географии и статистики, население муниципалитета составляет:
| Полное население                               | Полное население                               | Полное население                               | Полное население                               | 8 118 |
| ---------------------------------------------- | ---------------------------------------------- | ---------------------------------------------- | ---------------------------------------------- | ----- |
| в том числе:                                   | Городское население                            | 1760                                           | Процент городского населения, %                | 21,68 |
|                                                | Сельское население                             | 6358                                           | Процент сельского населения, %                 | 78,32 |
|                                                | Мужское население                              | 4196                                           | Процент мужского населения, %                  | 51,69 |
|                                                | Женское население                              | 3922                                           | Процент женского населения, %                  | 48,31 |
| Плотность населения, чел/км²                   | Плотность населения, чел/км²                   | Плотность населения, чел/км²                   | Плотность населения, чел/км²                   | 12,79 |
| Население муниципалитета в % к населению штата | Население муниципалитета в % к населению штата | Население муниципалитета в % к населению штата | Население муниципалитета в % к населению штата | 0,12  |

По данным оценки 2016 года население муниципалитета составляет 8284 жителя.

## Статистика
- Валовой внутренний продукт на 2003 год составляет 12 546 866,00 реалов (данные: Бразильский институт географии и статистики).
- Валовой внутренний продукт на душу населения на 2003 год составляет 1660,74 реалов (данные: Бразильский институт географии и статистики).
- Индекс развития человеческого потенциала на 2000 год составляет 0,563 (данные: Программа развития ООН).